# Batalla de Tucumán

Mapa animado de la revolución hispanoamericana (1808-1825):
Territorios bajo control realista.
Territorios bajo control de movimientos independentistas.
Territorios bajo control de la Gran Colombia.
España bajo ocupación francesa.
España durante la revolución liberal.
Zonas sin un gobierno claro.

La batalla de Tucumán fue un enfrentamiento armado librado el 24 y 25 de septiembre de 1812 en las inmediaciones de la ciudad de San Miguel de Tucumán, durante la segunda expedición auxiliadora al Alto Perú en el curso de la Guerra de la Independencia Argentina. El Ejército del Norte, al mando del general Manuel Belgrano a quien secundara el coronel Eustoquio Díaz Vélez en su carácter de mayor general, derrotó a las tropas realistas del brigadier Juan Pío Tristán, que lo doblaban en número, deteniendo el avance realista sobre el noroeste argentino. Junto con la batalla de Salta, que tuvo lugar el 20 de febrero de 1813, el triunfo de Tucumán permitió a los rioplatenses confirmar los límites de la región bajo su control.

## Antecedentes
La región del Alto Perú, el Altiplano de la actual Bolivia, estaba nuevamente en manos de los realistas o «godos»  –partidarios del rey de España– desde la derrota de la batalla de Huaqui, en la que el inexperto revolucionario porteño Juan José Castelli no pudo hacer frente a las tropas del peruano realista Pío Tristán quien, al mando de un ejército de tres mil hombres, avanzaba hacia el sur.
Las órdenes del Primer Triunvirato habían puesto a Manuel Belgrano al frente del Ejército del Norte el 27 de febrero de 1812. Instalado su cuartel general en San Salvador de Jujuy, Belgrano intentaba reanimar la moral del ejército patriota derrotado en la Batalla de Huaqui. Fue con ese ánimo que, el 25 de mayo enarboló en San Salvador de Jujuy la bandera que había creado meses atrás, y la hizo bendecir en la Catedral jujeña por el canónigo Juan Ignacio Gorriti.
Pronto notó que no estaba en condiciones de defender adecuadamente la plaza, y –por orden del Triunvirato– el 23 de agosto ordenó la retirada masiva de toda la población de Jujuy, a la que se sumaron salteños y tarijeños, hacia el centro de la actual Argentina, en el llamado Éxodo Jujeño. Civiles y militares se replegaron, arrasando a su paso e incendiando todo lo que pudiera dar cobijo o ser útil a los realistas. Cuando los españoles entraron, hallaron la ciudad solitaria y sin habitantes: 

Estaba desierta y desmantelada, y espantado del aspecto tristísimo de aquellos hogares desamparados y de aquellas calles mudas y tristes después de la agradable animación de otros tiempos

Tristán escribió a Goyeneche: 

Belgrano es imperdonable…

La orden del Triunvirato era que el Ejército del Norte se hiciese fuerte en Córdoba. Sin embargo, Belgrano se detuvo en Tucumán, donde la población estuvo dispuesta a sumarse al ejército. La victoria el 3 de septiembre en el combate de Las Piedras entre su retaguardia, comandada por Díaz Vélez, y dos columnas de avanzada de la tropa de Tristán confirmó su propósito; logró prender al jefe de la columna, el coronel Huici y una veintena de soldados. Despachó a Juan Ramón Balcarce hacia la ciudad, ordenándole reclutar y entrenar en la medida de lo posible un cuerpo de caballería a partir de los milicianos locales, con cartas para la rica y poderosa familia Aráoz, dos de cuyos integrantes, Eustoquio Díaz Vélez y Gregorio Aráoz de Lamadrid, prestaban servicios bajo su mando como mayor general o segundo jefe y teniente respectivamente.

## La gran decisión: replegarse o dar batalla
La misión de Balcarce, unida a los rumores de que la tropa se retiraba hasta Córdoba, causó comprensible alarma en la ciudad de Tucumán. Tañeron las campanas del Cabildo y el cuerpo, en sesión pública, dispuso enviar tres representantes –los oficiales Bernabé Aráoz y Rudecindo Alvarado y el eclesiástico doctor Pedro Miguel Aráoz– ante Manuel Belgrano, para pedirle que diera batalla a los españoles en Tucumán. Bernabé Aráoz sería más tarde varias veces gobernador de la provincia de Tucumán, y Pedro Miguel Aráoz, doctor en los dos derechos y cura vicario de la entonces Iglesia Matriz –la actual Catedral de San Miguel de Tucumán– sería diputado al Congreso de Tucumán.
El 9 de septiembre, el éxodo acantonó en la Encrucijada, un paraje ubicado a 36 km de la ciudad de Tucumán. Allí recibió a la comisión de autoridades tucumanas que le pusieron a disposición hombres, pertrechos y dinero. Este gesto patriótico fue el último fundamento que la conciencia de Belgrano necesitaba para modificar una orden a todas luces deshonrosa.
Gregorio Aráoz de Lamadrid sostuvo que la decisión de Belgrano de proseguir su retroceso hacia el sur

alarmó tanto a los tucumanos que, se presentó su gobernador Bernabé Aráoz, acompañado de mi tío el Dr. Pedro Miguel Aráoz, que era el cura y vicario, así como muchas familias conocidas, a pedir al señor general que no los abandonasen y ofrecerle, que alarmarían toda la Provincia y correrían la suerte que les deparase una batalla cuya demanda fue apoyada muy eficazmente por mi primo, el mayor general Díaz Vélez, por el teniente coronel Juan Ramón Balcarce, que se hallaba en aquella ciudad encargado de la instrucción de las milicias por el Superior Gobierno, y en fin por varios jefes y entre ellos por el teniente coronel Manuel Dorrego, que había sanado ya de sus heridas.

En el ejército, tres oficiales fueron decisivos para frenar el retroceso y dar batalla en Tucumán: Díaz Vélez, Balcarce y Manuel Dorrego.
Belgrano, el 12 de septiembre, ofició a Buenos Aires:

Son muy apuradas las circunstancias, y no hallo otro medio que esponerme á una nueva accion: los enemigos vienen siguéndonos. El trabajo es muy grande; si me retiro y me cargan, todo se pierde, y con ella nuestro total crédito. La gente de esta jurisdicción se ha decidido á sacrificarse con nosotros, si se trata de defenderla y de no, no nos seguirán y lo abandonarán todo, pienso aprovecharme de su espíritu público y energía para contener al enemigo, si me es dable, ó para ganar tiempo a fin de que se salve cuanto pertenece al Estado. Cualquiera de los dos objetivos que consiga es un triunfo y no hay otro arbitrio que esperarse. Acaso la suerte de la guerra nos sea favorable, animados como están los soldados y deseosos de distinguirse en una nueva acción. Es de necesidad aprovechar tan nobles sentimientos, que son obra del cielo, que tal vez empieza á protegernos para humillar la soberbia con que vienen los enemigos, con la esperanza de hacer tremolar sus banderas en esa capital. Nada dejaré por hacer. Nuestra situación es terrible, y veo que la patria exige de nosotros el último sacrificio para contener los desastres que la amenazan.

Al llegar a Tucumán el 13 de septiembre, Belgrano encontró a Balcarce con 400 hombres –sin uniformes y armados solo con lanzas, pero bien organizados– y a la ciudad dispuesta a ofrecerle apoyo; Belgrano, según muchos historiadores, no buscaba más que ese pretexto para desobedecer la orden de retirada. Les dijo que se quedaría si su fuerza era engrosada con mil quinientos hombres de caballería, y si el vecindario le aportaba veinte mil pesos plata para la tropa, cantidades que la comisión ofreció duplicar. Decidió ignorar por lo tanto las intimaciones del Triunvirato y hacerse fuerte allí.
Las tropas armaron campamento precisamente en el centro de la ciudad, frente al Cabildo, es decir, en la actual Plaza Independencia, que por aquel tiempo se la llamaba Plaza Mayor, y era solo un descampado sin parquizar
Los principales vecinos tucumanos fueron los encargados en alistar gentes para aumentar el número del ejército, también sumaron caballadas y proporcionaron ganado y alimento para el mantenimiento de los defensores.
Llegaron contingentes reducidos de Catamarca –conducidos por Bernardino Ahumada y Barros–, de Santiago del Estero y también jinetes desde el Alto Perú –comandados por Manuel Ascensio Padilla– que formaron la escolta de Belgrano.
Mientras tanto, el ejército realista avanzaba con dificultad, al no hallar en el terreno arrasado medios o instalaciones para cobijarse o reaprovisionarse; partidas irregulares organizadas por Díaz Vélez con los gauchos jujeños, salteños y tarijeños y el ejército de Belgrano los hostigaban constantemente. No fue hasta el 23 de septiembre cuando, desde el paraje de Los Nogales, donde avistó Tucumán, recibió Tristán noticia de que el Ejército del Norte estaba acampado en la plaza y dispuesto a darle allí batalla.

## La batalla
En la mañana del 24 de septiembre de 1812, día de la batalla, el general Belgrano estuvo orando largo rato ante el altar de la Virgen, e incluso la tradición cuenta que solicitó la realización de un milagro a través de su intercesión. En esos mismos momentos, Tristán ordenó la marcha hacia la ciudad. Algunas fuentes indican que, en lugar de tomar el camino directo, rodeó la plaza desde el sur, intentando prevenir una posible huida de los patriotas en dirección a Santiago del Estero. Otras afirman que en el paraje de Los Pocitos se encontró repentinamente con los campos incendiados por orden del teniente de Dragones Lamadrid, natural de la zona, que contaba con la velocidad del fuego avivado por el viento del sur para desordenar la columna española. En todo caso, utilizó el viejo Camino Real del Perú para poner frente a la ciudad a una legua  de ésta, en el paraje del Manantial.
Mientras tanto, y aprovechando la confusión provocada por el fuego, Belgrano –que había dispuesto al alba sus tropas al norte de la ciudad– había cambiado su frente hacia el oeste, contando con una visión clara de las maniobras de Tristán, y plantó cara a este en un terreno escabroso y desparejo, llamado el Campo de las Carreras. La rápida embestida sobre el flanco de Tristán apenas dio tiempo a este de reorganizar su frente y ordenar montar la artillería.
Belgrano había dispuesto la caballería en dos alas: la derecha, al mando de Balcarce, era más numerosa –contaba con la tropa gaucha recién reclutada– que la izquierda, al mando del coronel Eustoquio Díaz Vélez.
La infantería estaba dividida en tres columnas, comandadas por el coronel José Superí la izquierda, el capitán Ignacio Warnes la central y el capitán Carlos Forest la derecha, junto a la cual una sección de Dragones apoyaba la caballería. Una cuarta columna de reserva estaba al mando del teniente coronel Manuel Dorrego; el barón Eduardo Kaunitz de Holmberg comandaba la artillería, ubicada entre las columnas de a pie –demasiado dividida entre las mismas para ser efectiva– siendo su ayudante de campo el teniente José María Paz.
Fue la artillería revolucionaria la que inició el combate, bombardeando los batallones realistas de Cotabambas y Abancay, que respondieron cargando a la bayoneta. Belgranó ordenó responder con la carga de la infantería de Warnes, acompañada de la reserva de caballería del capitán Antonio Rodríguez, mientras que la caballería de Balcarce cargaba sobre el flanco izquierdo de Tristán; la carga tuvo un efecto formidable. Lanza en ristre, avanzaron haciendo sonar sus guardamontes y con tal ímpetu que la caballería de Tarija se desbandó a su paso, retrocediendo sobre su propia infantería y desorganizándola hasta tal punto que sin encontrar casi resistencia la caballería tucumana alcanzó la retaguardia del ejército enemigo.
Es imposible saber qué efecto hubieran podido tener de cargar desde ese sitio, en un movimiento de pinzas; compuesta en general por hombres de campo e ignorantes de la disciplina militar, buena parte de la caballería gaucha rompió la formación para apoderarse de las mulas cargadas con los avíos, incluyendo fuertes sumas en metales preciosos, del ejército realista. Con ello lo privaron también de sus reservas de munición y de provisiones, con las que se retiraron del campo de batalla. Solo la sección de Dragones que le daba apoyo y la caballería regular al mando de Balcarce mantuvieron el frente, pero junto con la pérdida de su equipaje ello bastó para confundir y desorganizar esa ala.
Mientras tanto, al otro lado del frente el resultado era muy distinto: pese a la presencia del mismo Belgrano, el avance de caballería e infantería de los realistas fue imparable, tomando prisionero al coronel José Superí. Sin embargo, la firmeza de la columna central permitió a los patriotas recuperar terreno y recobrar a Superí, pero los avances desiguales fraccionaron el frente, haciendo la batalla confusa, incomprensible para sus comandantes y dejando en buena medida las acciones a cargo de los oficiales que encabezaban cada unidad.
La providencial aparición de una enorme manga de langostas, que se abatieron sobre los pajonales, confundió a los soldados y oscureció la visión, acabando de descomponer el frente. Las versiones tradicionales refieren que fue tal la confusión sembrada por aquel enjambre de langostas que hizo parecer a los ojos de las fuerzas españoles, un número muy superior de tropas patriotas, lo que habría provocado su retirada en la confusión.
Si bien Belgrano había sido arrastrado por el desbande de un sector de su tropa fuera del escenario de las acciones, el campo de batalla quedó en manos de la infantería patriota. Al observar que se había quedado sola y sin las tropas de la caballería, Díaz Vélez logró tomar -junto con un grupo de infantería de Manuel Dorrego- el parque de artillería de Tristán, con treinta y nueve carretas cargadas de armas, municiones, parte de los cañones y centenares de prisioneros. Tomaron, además, las banderas de los regimientos Cotabambas, Abancay y Real de Lima. Luego, con la ayuda de las tropas de la reserva y llevándose también a los heridos, Díaz Vélez hizo replegar ordenadamente la infantería hacia la ciudad de San Miguel de Tucumán, colocándola en los fosos y trincheras que se habían abierto allí. También reorganizó la artillería y apostó tiradores en los techos y esquinas, convirtiendo a la ciudad en una plaza inexpugnable. Encerrado en ella, protegido por las fosas, Díaz Vélez aguardó expectante el resultado de las acciones de Belgrano y Tristán.
Belgrano, a su vez, desconocedor del resultado se retiró del campo central y acampando en el Rincón de Marlopa, intentaba recomponer su tropa cuando encontró al coronel José Moldes, quien había desempeñado el grueso de las funciones de observación. Díaz Vélez envió al teniente Paz en busca de Belgrano, el que le transmitió al general que regresara de inmediato porque la batalla había sido ganada y que su presencia era necesaria para asegurar el triunfo definitivo de las armas patriotas, tomando las decisiones que correspondían. A través de Paz se localizó lo que quedaba de la caballería en el campo. Se les sumó poco después Balcarce, quien también se atrevió en calificar de victoria la situación, juzgando que el campo cubierto de cadáveres y despojos españoles era indicio del resultado, aunque desconocía por completo el estado de la infantería y de la ciudad. Reordenar la hueste le llevó el resto de la tarde a Belgrano. El general inmediatamente ordenó la marcha hacia la ciudad para conectarse con Díaz Vélez, quien había asegurado el triunfo de los patriotas.
Tristán, temeroso de lo que podía esperarle a sus tropas dentro de la ciudad, optó por amagar un par de entradas, pero ordenó la retirada ante los primeros disparos enemigos. Hizo un último intento por la vía diplomática, intimando a Díaz Vélez a rendirse en un plazo de dos horas, bajo amenaza de incendiar la ciudad. Díaz Vélez le respondió con vehemencia, invitándolo a que se atreviera, ya que las tropas de la Patria eran vencedoras y que había adentro 354 prisioneros, 120 mujeres, 18 carretas de bueyes, todas las municiones de fusil y cañón, 8 piezas de artillería, 32 oficiales y 3 capellanes tomados al ejército realista. Agregó que, de ser necesario, degollaría a los prisioneros, entre los que se encontraban cuatro coroneles. En la nota que Díaz Vélez le dirigió al jefe realista, el 24 de septiembre de 1812, le manifestó asimismo:

Si V.S. se halla con la energía de que se lisongea para atacar, tema en el resultado los consiguientes de unas armas vencedoras justamente irritadas. Nuestra caballería en número superior a las fuerzas de V.S., al mando de mi digno General en Jefe el señor Brigadier Don Manuel Belgrano, que corta a V.S. toda retirada, concluirá el corto resto de los despojos que quedan a su mando; y solo serán sus ruinas el cuadro en que se eleve el estandarte de nuestra libertad [...](Partes oficiales y documentos relativos a la guerra de la independencia argentina, 1900, p. 188)

Tristán no se atrevió a cumplir con su amenaza y pernoctó fuera, dudando acerca del curso a seguir; por la mañana encontró a la tropa de Belgrano a sus espaldas, que lo intimó a rendirse por medio del arrogante coronel Moldes. El jefe realista contestó, rechazando la oferta, que "las armas del rey no se rinden". A continuación se replegó con todo su ejército hacia Salta, mientras 600 hombres al mando de Díaz Vélez le hostigaba su retaguardia en su huida al norte, logrando tomar muchos prisioneros y rescatar también algunos que habían hecho las tropas realistas.

## Consecuencias

### Militares

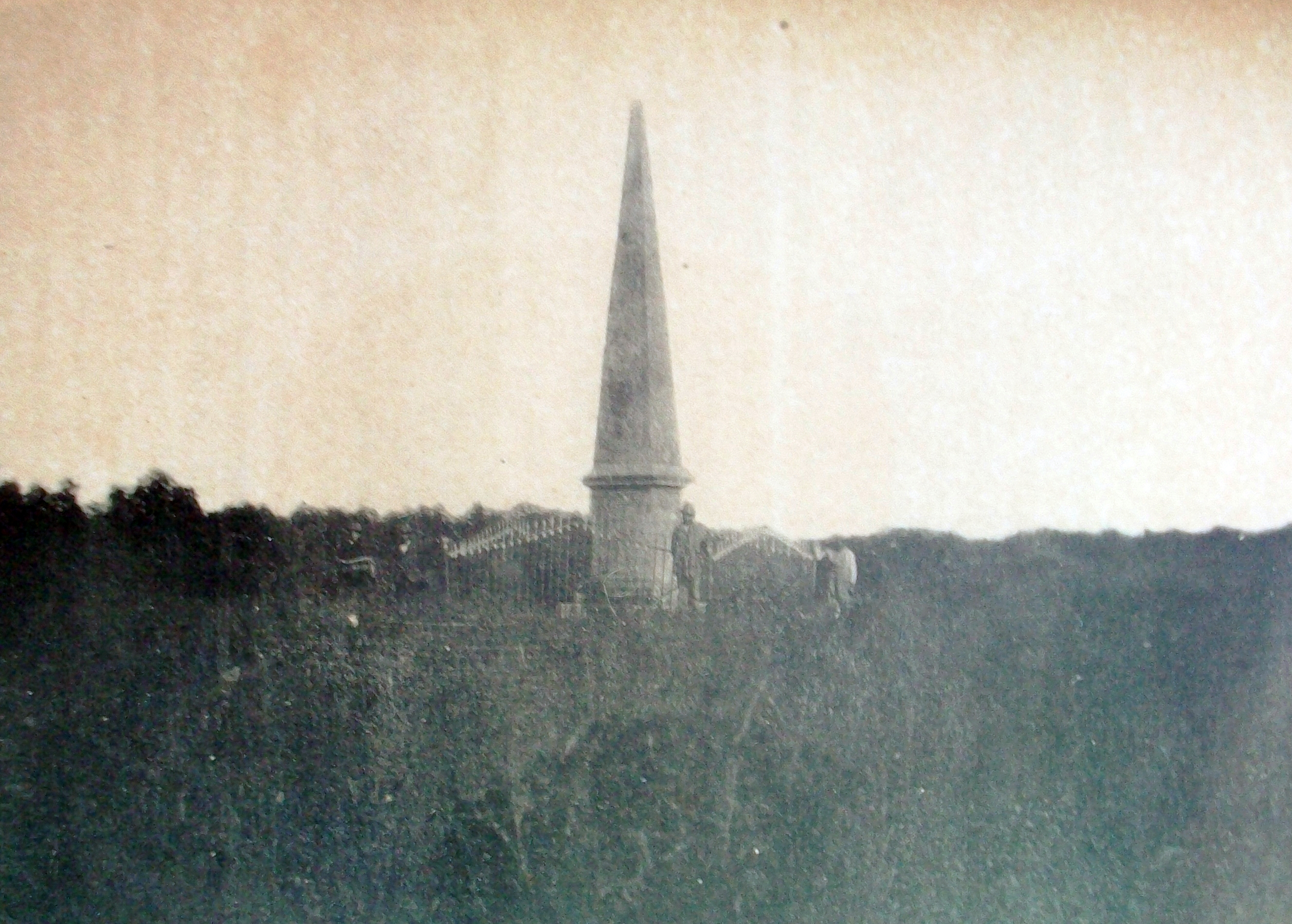
La Pirámide de la Ciudadela de Tucumán en conmemoración de la Batalla de Tucumán.

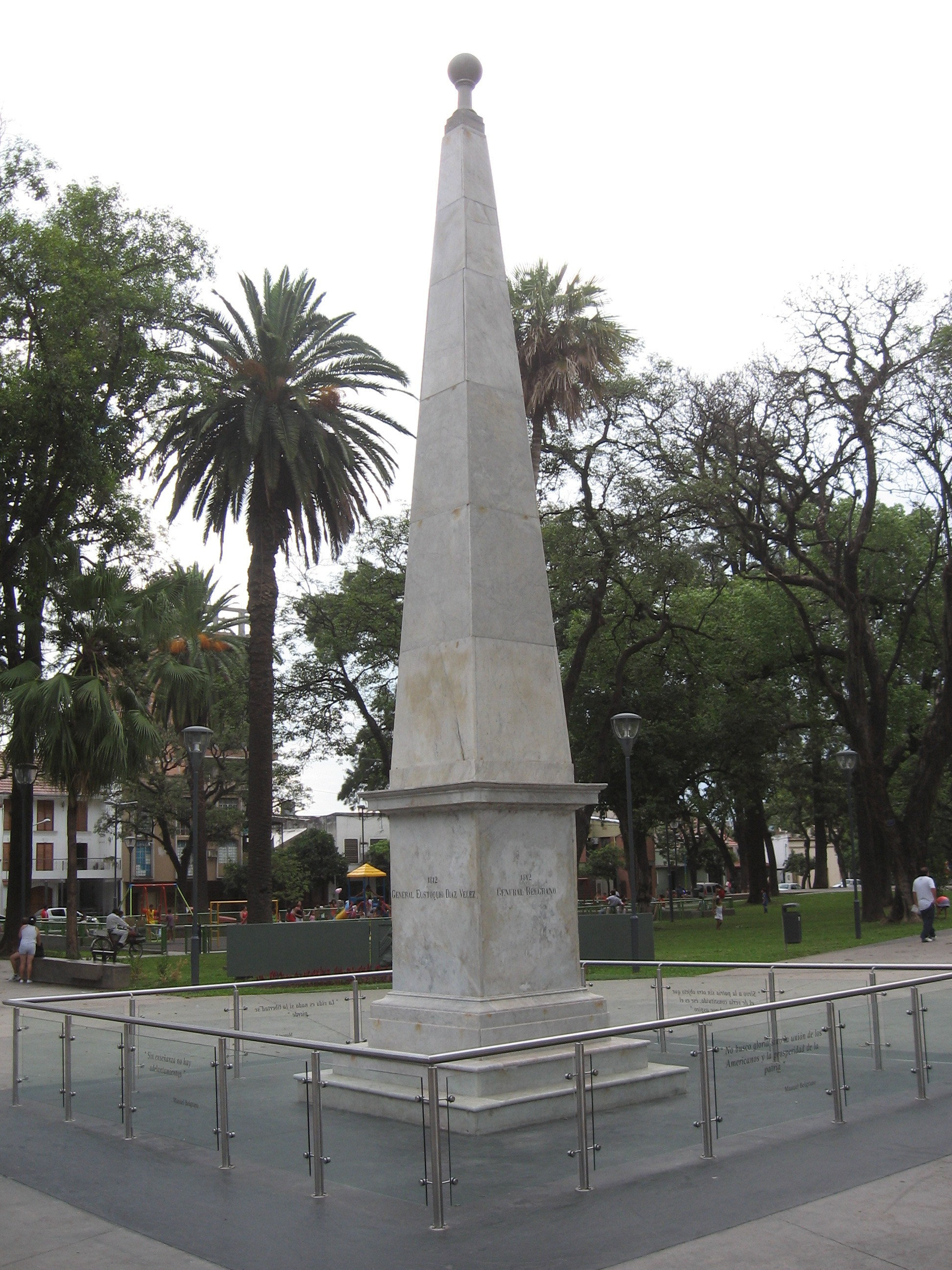
"Pirámide de la Ciudadela", Actualmente en la Plaza Belgrano de la capital tucumana, lugar exacto donde se desempeñó el histórico enfrentamiento.

La batalla de Tucumán fue la victoria más importante obtenida por los ejércitos patriotas en la Guerra de la Independencia Argentina.
Las batallas de Tucumán y Salta, son las únicas de carácter campal dadas contra los españoles en el territorio de Argentina.
Para el historiador Bartolomé Mitre

Lo que hace más gloriosa esta batalla fue no tanto el heroísmo de las tropas y la resolución de su general, cuanto la inmensa influencia que tuvo en los destinos de la revolución americana. En Tucumán salvóse no sólo la revolución argentina, sino que puede decirse contribuyó de una manera muy directa y eficaz al triunfo de la independencia americana. Si Belgrano, obedeciendo las órdenes del gobierno, se retira (o si no se gana la batalla), las provincias del Norte se pierden para siempre, como se perdió el Alto Perú para la República Argentina.

Para su colega Vicente Fidel López esta batalla fue

la más criolla de todas cuantas batallas se han dado en el territorio argentino.

El material abandonado por los españoles y recuperado por Eustoquio Díaz Vélez y Manuel Dorrego –13 cañones, 358 fusiles, 39 carretas, 70 cajas de municiones y 87 tiendas de campaña– serviría al Ejército del Norte durante toda su campaña. 450 realistas perdieron su vida en el combate y otros 690, entre oficiales y soldados, fueron capturados en condición de prisioneros, entre estos los coroneles Pedro Barreda, Mariano Peralta, Antonio Suárez y José Antonio Álvarez Sotomayor. Por su parte, los defensores solo tuvieron 80 muertos y 200 heridos. Quedaron destruidos los regimientos y cuerpos militares de Cotabamba, Paruro, Abancay y parte del Real de Lima.
El 29 de septiembre de 1812, Belgrano escribió al Superior Gobierno de las Provincias Unidas del Río de la Plata el parte oficial de la gloriosa acción del día 24 de septiembre, calificando a la batalla de Tucumán como

...el Sepulcro de la Tiranía...

Moldes y Holmberg abandonaron el Ejército por desinteligencias con Belgrano, pero se le sumó Juan Antonio Álvarez de Arenales, con quien Belgrano emprendería el 12 de enero la marcha hacia Salta, donde los realistas se habían hecho fuertes.
La victoria consolidó la obra de la Revolución de Mayo y alejó momentáneamente el peligro de un verdadero desastre. Si el ejército patriota se hubiera retirado, las provincias del norte se hubiesen perdido para siempre y el enemigo, dueño de un extenso territorio, habría llegado hasta Córdoba, donde le hubiera sido más fácil obtener la cooperación de los realistas de la Banda Oriental y de las tropas portuguesas del Brasil.

### Religiosas

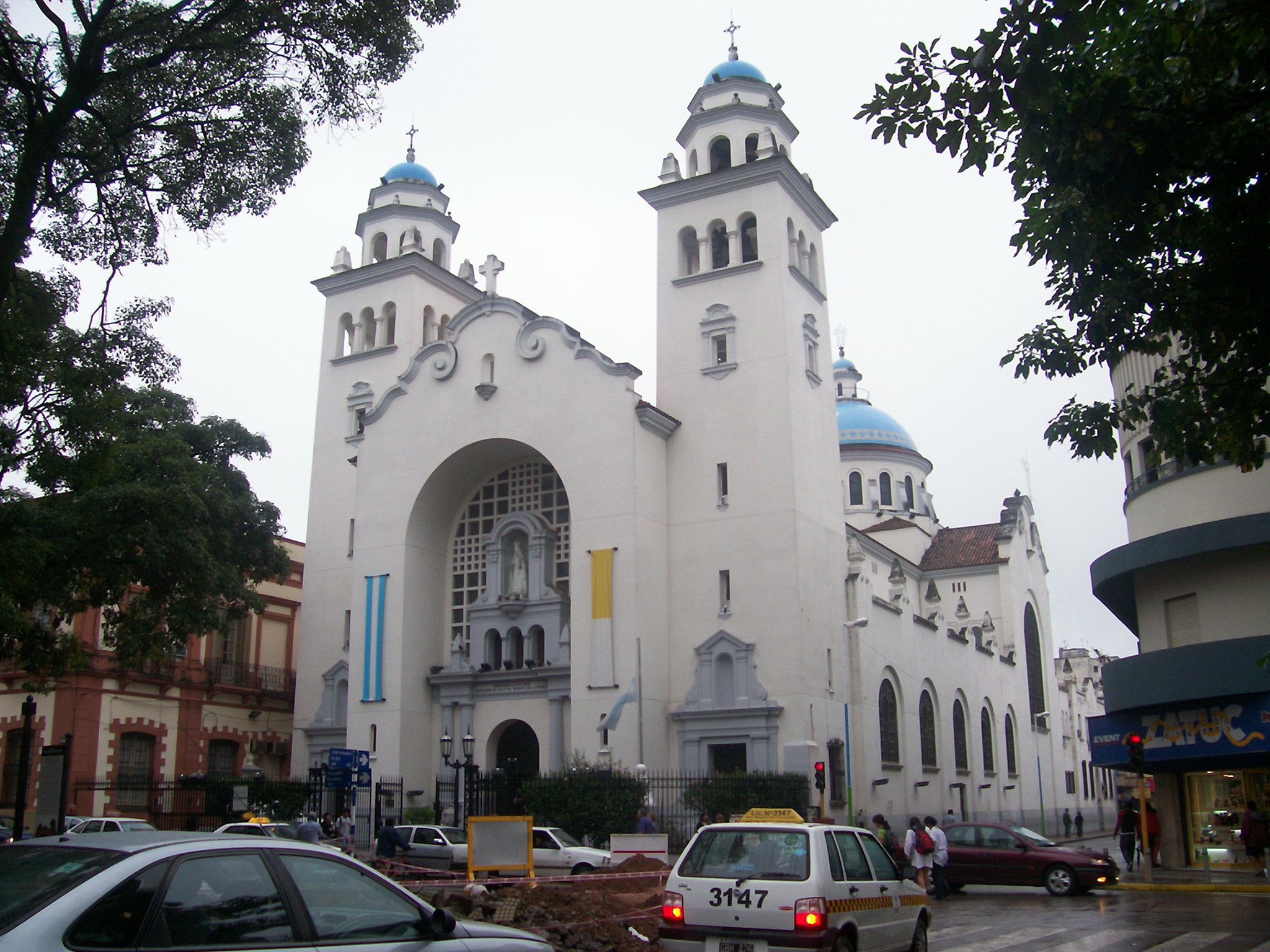
Iglesia de Nuestra Señora de la Merced, Allí se encuentra el bastón de mando Belgrano, quien se lo obsequio a la virgen en forma de agradecimiento.

La batalla de Tucumán tuvo asimismo consecuencias en el aspecto religioso, ya que acentuó la devoción del pueblo y gobierno del país hacia la Virgen María a través de su advocación como la Virgen de la Merced.
Desde los tiempos hispánicos, en 1687, la Virgen de la Merced había sido nombrada por el Cabildo de San Miguel de Tucumán Patrona y Abogada de la ciudad.
Pero es a partir de la victoria de Tucumán cuando la devoción a Nuestra Señora de La Merced adquiere una solemnidad particular asumida por el pueblo, las autoridades y los jefes patrios, quienes –rompiendo con los vínculos políticos con España– no rompieron con la tradición religiosa mariana. El 24 de septiembre de 1812, luego de la batalla de Tucumán, el general Belgrano le atribuyó a la Virgen de la Mercedes su intercesión y la nombró Patrona.
El 27 de octubre de 1812 se celebró una misa de acción de gracias; en la procesión que llevaba la estatua de esta Virgen, Belgrano depositó su bastón de mando entre los cordones del ropaje de la imagen, proclamándola en agradecimiento como Generala del Ejército Argentino. Ese mismo día comunicó al gobierno de Buenos Aires

La Patria puede gloriarse de la completa victoria que han obtenido sus armas en el día 24 del corriente, día de Nuestra Señora de las Mercedes, bajo cuya protección nos pusimos.

### Políticas
El triunfo tuvo también importantes consecuencias políticas, por cuanto Belgrano –que contaba con la simpatía de la Logia Lautaro– había derrotado al invasor contrariando las disposiciones del gobierno y demostrando el acierto de los opositores, cuando pedían auxilios para remitir al Ejército del Norte.
En la madrugada del 5 de octubre se recibió en Buenos Aires el primer parte de la extraordinaria victoria.

El extraordinario que arribó a esta ciudad en la mañana del 5 de octubre llenó improvisamente de aquel júbilo y placer inexplicable que producen las grandes victorias decisivas de la fortuna y de la libertad común. Las salvas de artillería, los repiques generales de las campanas, los alegres vivas anunciaron luego la prosperidad de las armas de la patria.

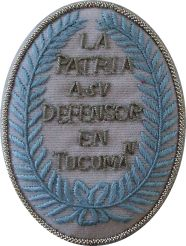
Escudo honorífico otorgado a la tropa tras la victoria de la batalla de Tucumán.

A los tres días de conocerse la noticia, el Primer Triunvirato fue derribado.
El Segundo Triunvirato concedió a los integrantes del ejército el uso de un distintivo con la inscripción:

LA PATRIA A SU DEFENSOR EN TUCUMÁN

También dispuso que los soldados recibieran una charretera en hilo blanco y celeste y los sargentos un cordón de lana con los mismos colores.
Otra disposición fue que los nombres de los soldados figurasen en el libro de honor de los respectivos Cabildos de Buenos Aires y Tucumán. Belgrano fue designado Capitán General, pero rehusó el ascenso con suma modestia.
El doctor Bernardo de Monteagudo, en la sesión pública de la Sociedad Patriótica llevada a cabo el 29 de octubre de 1812, sostuvo que

El grande y augusto deber que nos impone la memoria de las víctimas sacrificadas el 24 de septiembre, es declarar y sostener la Independencia de América ... de no haberse producido ese triunfo, los realistas ya estarían en Córdoba, y los enemigos interiores acelerarían el momento de nuestra desolación. ... Jurad la Independencia, sostenedla con vuestra sangre, enarbolad su pabellón, y estas serán las exequias más dignas de los mártires de Tucumán.

## Monumento a la batalla de Tucumán
Como consecuencia de la celebración de los doscientos años de la batalla de Tucumán, en Argentina han surgido voces a favor de la construcción de un monumento conmemorativo ya que dicho país no ha erigido aún una obra de características monumentales que honre la decisiva victoria de las armas patriotas acaecida en esa batalla.

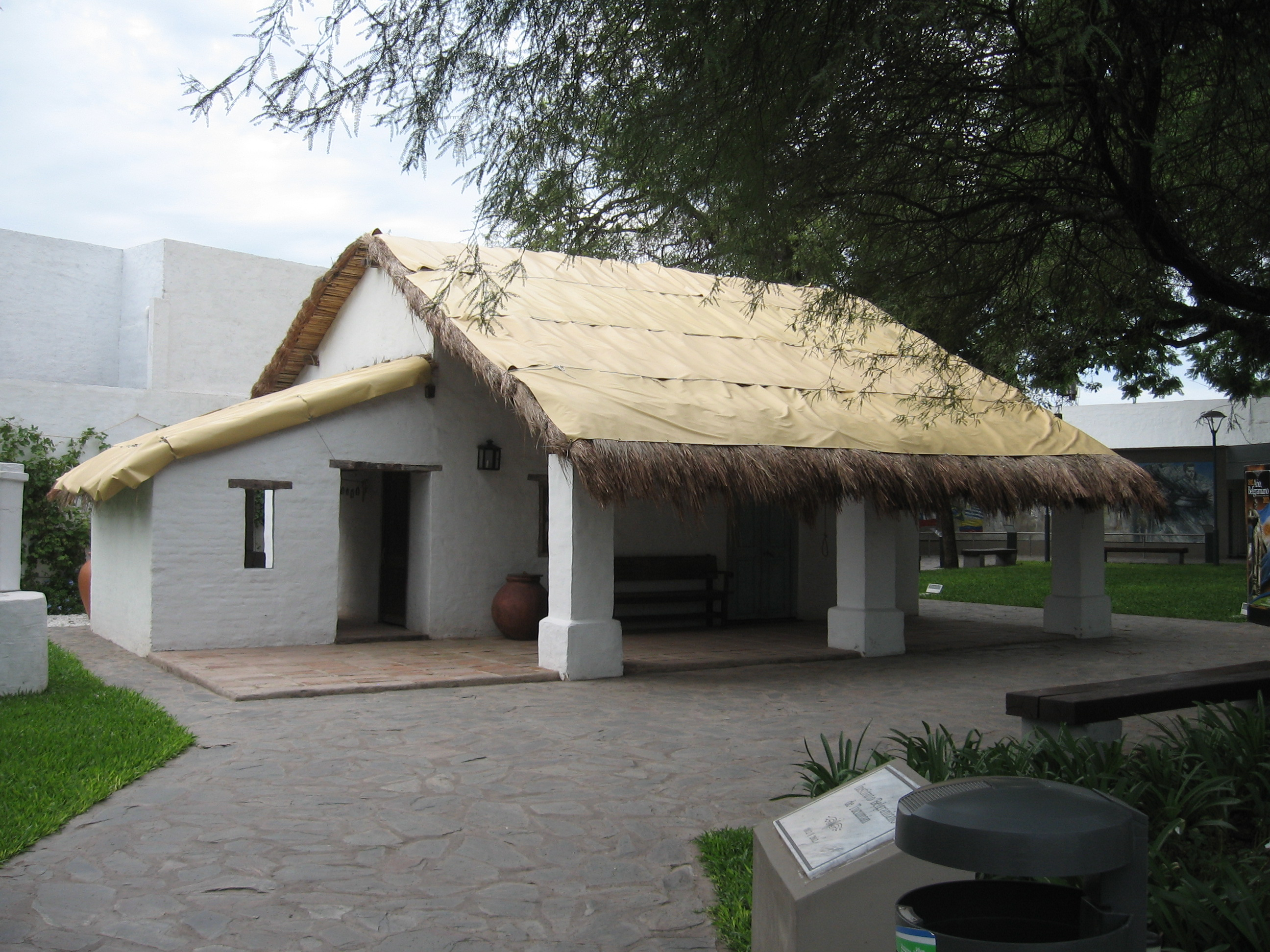
La «Casa Belgraniana» fue la propiedad del general durante su estadía en san Miguel de Tucumán, cuando se libraron las batallas contra los realistas.

## Reconocimiento en la filatelia
En 2012, el Correo Argentino emitió una estampilla conmemorativa del Bicentenario de la Batalla con un valor facial de 2,50 pesos.
Formaba parte de una serie junto a otra de igual valor que rendía tributo al Bicentenario del Éxodo Jujeño.
Su fecha de emisión fue el 16 de junio de 2012 y dimensiones 44x34 mm. Impresión cuatricolor y dentado 13 1⁄2.
La representación del combate está tomada de un óleo de Tomás de Villar que se encuentra en el Museo Enrique Udaondo, en la
ciudad de Luján, titulada “El Gral. Belgrano al mando del ejército del Norte durante la batalla de Tucumán”